# Carlos (miniserie televisiva)
Carlos è una miniserie televisiva di genere biografico del 2010, di produzione franco-tedesca. È stata ideata, scritta e diretta da Olivier Assayas, ed è basata sulla vita di Ilich Ramírez Sánchez, detto Carlos, un terrorista marxista e mercenario venezuelano, dai primi attentati nel 1973 fino al suo arresto nel 1994.

## Distribuzione
La miniserie è composta da tre puntate, della durata di circa 110 minuti ciascuna, andate in onda in Francia il 19 maggio, 25 maggio e 2 giugno 2010. In Italia è andata in onda sul canale FX di Sky dal 21 aprile al 5 maggio 2011, e in chiaro su Rai 4 dal 9 al 23 ottobre 2011.

## Premi
Ha ricevuto due candidature ai Golden Globe del 2011, per "Miglior miniserie" (titolo vinto) e "Miglior attore in una miniserie" a Édgar Ramírez.

## Personaggi e interpreti
- Carlos lo Sciacallo, interpretato da Édgar Ramírez.
- Johannes Weinrich, interpretato da Alexander Scheer.
- Magdalena Kopp, interpretato da Nora Waldstätten.
- Hans-Joachim Klein, interpretato da
- Wadie Haddad, interpretato da Ahmad Kaabour.
- Edith Heller, interpretato da Susanne Wuest.
- Inge Viett, interpretato da Anna Thalbach.
- Gabriele Kröcher-Tiedemann, interpretato da Julia Hummer.